# Клячин, Александр Ильич
Алекса́ндр Ильи́ч Кля́чин (род. 18 мая 1967, Москва) — российский бизнесмен и землевладелец, инвестор, основатель и владелец сети Azimut Hotels, владелец отеля «Метрополь». В 2020 году занял 60 место в рейтинге российских миллиардеров по версии российского Forbes, с оценкой состояния в $1,6 млрд. В ряде публикаций СМИ он назван рейдером недвижимости. Также в некоторых публикациях его связывают с другим судимым бизнесменом Алексеем Хотиным, что представители Клячина отрицают.

## Биография
Родился 18 мая 1967 года в Москве. В 1984 году окончил Московскую 57-ю школу. В 1991 году окончил МГУ им. Ломоносова, географический факультет, специальность «Экономическая география». В 1993 году получил второе высшее образование в Университете Орегона (США), специализация «География».
Автор ряда научных статей[каких?].
С 1993 года работает в сфере управления финансами.
В начале 2000-х гг. начал активно формировать портфель различных проектов на рынке недвижимости.
В 2001 году создал девелоперскую компанию KR Properties (проекты — деловой квартал «Красная роза», лофт-квартал «Даниловская мануфактура» и др.).
В 2006 году основал Azimut Hotels Company. Azimut Hotels стал первым российским гостиничным брендом, появившимся в Европе. В 2016 году сеть насчитывает 23 отеля в России, Австрии и Германии, общий номерной фонд составляет более 8 000 номеров. С 2016 года Azimut hotels также управляет несколькими отелями на горнолыжном курорте Роза Хутор.
В 2012 году купил московский отель «Метрополь». Гостиница продавалась московской мэрией с аукциона, Клячин приобрёл актив за 8,9 млрд рублей.
В 2013 году договорился о строительстве отеля международной гостиничной сети Hyatt в Подмосковье (открытие запланировано на 2017 год).
В мае 2013 года приобрёл у основного акционера Магнитогорского металлургического комбината Виктора Рашникова Renaissance Moscow Olympic.
В марте 2014 года Александр Клячин выкупил московскую гостиницу «Белград» на Смоленской площади напротив высотки МИДа.
В октябре 2014 года СМИ сообщили о планах Клячина построить современную овощебазу в Москве.
В январе 2016 года совместно с Александром Светаковым принял участие в тендере на открытие первого казино в Республике Кипр.
Помимо недвижимости Александр Клячин занимается инвестициями в технологические компании. В 2016 году он купил 25 % в американском стартапе Habidatum International, специализирующемся на анализе и обработке данных из городской среды для инфраструктурных проектов в сфере транспорта, недвижимости и развития территории.
Александр Клячин занял 120 место (2016 год) в рейтинге «Богатейшие бизнесмены России» по версии Forbes Russia, 11 место (2015 г.) в рейтинге «Короли российской недвижимости».
В 2014 году Клячин вошёл в Топ-30 крупнейших рантье России по версии Forbes Russia.
В 2018 году Клячин стал владельцем московского завода плавленых сырков «Карат».
В 2019 году Клячин запустил в Башкирии производство индейки под брендом «Индюшкин».
В 2023 году сеть Azimut Hotels прекратила договоры управления с частью европейских отелей, работали под брендом компании.

## Состояние и позиция в рейтинге Forbes
В 2017 году бизнесмен впервые попал в рейтинг миллиардеров Forbes. Обладая капиталом 1,3 миллиардов долларов США, он занял 66-е место в российском списке и 1567 строку в общемировом рейтинге Forbes.
В 2020 году Forbes оценил состояние Клячина в $1 600 млн и поместил его на 60 строчку российского рейтинга.
В 2023 году Клячин занял 95 место в рейтинге Forbes «110 российских миллиардеров» с состоянием $1,2 млрд.

## Общественная и благотворительная деятельность
В 2006 году Александр Клячин учредил фонд «Хамовники», который проводит конкурсы и поддерживает социологические исследования и экспедиции. Попечительский совет «Хамовников» возглавляет профессор НИУ ВШЭ Симон Кордонский.
Клячин является одним из основателей эндаумент-фонда Еврейского музея и центра толерантности.
В 2021 году Клячин избран Председателем попечительского совета Еврейского музея и центра толерантности.
Член Попечительского совета Большого театра.

## Обвинения в рейдерстве
К рейдерам Александра Клячина относила газета «Коммерсант» ещё в 2010 году, когда президент РФ Дмитрий Медведев вносил в Госдуму пакет законов против рейдерства. В 2021 году газета «Новые известия» опубликовала расследование, в котором заподозрила связанные с Клячиным структуры в попытках завладеть дорогими и престижными участками земли в ближайшем Подмосковье с помощью юридических схем. В первую очередь расследование касается участков в подмосковных Химках, на которых сейчас находятся бизнес-парк IKEA (он же бизнес-парк «Химки»), автотрасса «Нева» и новые территории аэропорта «Шереметьево». Структуры Клячина завладели паями в фирмах — правопреемницах советского колхоза «Путь к коммунизму», который ранее располагался на данных землях, — и в суде оспаривают давние решения подмосковных чиновников о передаче земель. Так, в рамках спора за землю бизнес-парка IKEA оспариваются действия 28-летней давности двух давно скончавшихся чиновников, которые участвовали в принятии решений о передаче земель. В апреле 2021 года по этому делу была осуждена 68-летняя пенсионерка Марина Дунюшина, работавшая с ними в администрации Химок. Суд признал её виновной в мошенничестве в особо крупном размере и приговорил к 4 годам условного срока и штрафу в размере 500 тысяч рублей. Ранее, как пишут «Новые известия», аналогичным образом был получен контроль над землями у подмосковной деревни Бужарово. За землю под бизнес-парком IKEA тяжбы велись с начала 2010-х годов от имени КСХП («коллективное сельхозпредприятие») «Химки», в результате в 2017 году Верховный суд поставил точку в арбитражном споре в пользу IKEA, после чего представители Клячина начали новый виток разбирательств, при этом СМИ обращают внимание, что на стороне Клячина выступает скандально известный адвокат Наталья Весельницкая.

## Награды
- Премия «Скрипач на крыше» в номинации «Благотворительность» (2014)[34].